# IX (periodico)
iX – Magazin für professionelle Informationstechnik (iX - Rivista di Tecnologia informatica professionale) è una rivista tedesca di informatica pubblicata dal 1988 con periodicità mensile dalla casa editrice Heinz Heise di Hannover (Germania).

## Contenuti
La principale area di interesse della rivista è l'Information technology (IT), come peraltro recita il sottotitolo in lingua tedesca. La rivista è rivolta soprattutto agli specialisti del settore informatico, amministratori di reti, specialisti della sicurezza, eccetera; i contenuti coprono una vasta gamma di argomenti relativi sia all'hardware (principalmente server e reti) che al software (soprattutto del sistema operativo Unix), di pertinenza sempre dell'IT.
Di solito la rivista pubblica numeri monografici: è trattato in modo approfondito un solo argomento, mentre i rimanenti aspetti dell'IT sono accennati brevemente nelle diverse seguenti sezioni:
- Markt und Trends – Novità del mercato
- Titel – L'argomento monografico del mese
- Review – Recensioni e prove su hardware e software
- Report – Schwerpunkte sind Recht, Sicherheit und Betriebssysteme – articoli riguardanti la giurisprudenza relativa all'informatica con particolare riguardo alla sicurezza dei dati
- Wissen – Novità scientifiche e tecniche
- Praxis – articoli divulgativi di argomenti tecnici, riguardanti soprattutto la programmazione e l'attività di amministrazione di server e reti, con spiegazioni puntuali passo-passo
- Medien – Recensioni di libri, riviste e siti internet riguardanti l'IT

## Storia
Nata nel 1988, la rivista appartiene allo stesso gruppo editoriale a cui appartiene c't, una delle più diffuse riviste tedesche di informatica. iX ha una tiratura di circa 48 000 copie, delle quali circa 45 000 sono quelle vendute nel III trimestre del 2009; di queste, 36.961 sono le copie diffuse per abbonamento (5.384 sono abbonamenti sottoscritti in paesi diversi dalla Germania). A differenza del linguaggio utilizzato nella più diffusa consorella, quello con cui sono redatti gli articoli di iX è specialistico, con poche concessioni alla divulgazione, come si evince anche dallo slogan «Versteht nicht jeder – ist auch besser so» (Non è comprensibile da tutti - e così è anche meglio). Nel 2006 è nata una edizione bimestrale in lingua olandese (iX - Magazine voor professionele informatietechnologie), della quale sono usciti tuttavia solo quattro numeri.